# Danh sách giải thưởng và đề cử của Her (phim)
Her là một bộ phim khoa học viễn tưởng xen lẫn lãng mạn và hài chính kịch do Hoa Kỳ sản xuất vào năm 2013. Bộ phim được Spike Jonze viết kịch bản kiêm đạo diễn và sản xuất, trong khi phần nhạc phim được nhóm nhạc Arcade Fire đảm nhận, với phần quay phim do Hoyte van Hoytema thực hiện. Đây là bộ phim đầu tiên do Jonze viết kịch bản, với phần nội dung kể về Theodore Twombly (Joaquin Phoenix), một người đàn ông nuôi giữ tình cảm cùng Samantha (Scarlett Johansson), một hệ điều hành máy tính có trí thông minh nhân tạo được nhân cách hóa thông qua giọng nói của cô. Bộ phim còn có sự góp mặt của Amy Adams, Rooney Mara và Olivia Wilde.
Her được chọn để kết thúc Liên hoan phim New York lần thứ 51 và được công chiếu trên toàn cầu vào ngày 12 tháng 10 năm 2013. Bộ phim ban đầu được phát hành có hạn tại khu vực Bắc Mỹ vào ngày 20 tháng 11 năm 2013 thông qua hãng Warner Bros. Bộ phim sau đó được gia hạn đến ngày 18 tháng 12 năm 2013 và được công chiếu rộng rãi kể từ ngày 10 tháng 1 năm 2014 nhằm hợp thức hóa việc lọt vào các hệ thống giải thưởng phim ảnh. Phim nhận được sự tán dương rộng rãi từ phía các nhà chuyên môn, khi được đề cao về chỉ đạo, kịch bản, thiết kế sản xuất, nhạc phim, phần diễn xuất của Joaquin Phoenix và màn lồng tiếng của Scarlett Johansson trong vai Samantha. Trang mạng tổng hợp đánh giá Rotten Tomatoes cho bộ phim 94% đánh giá tích cực, dựa trên 225 bài nhận xét, với lượng điểm trung bình là 8.5/10. Trên trang Metacritic, bộ phim nhận được 90/100 điểm đánh giá tích cực, dựa trên 46 bài nhận xét, đồng nghĩa với mức "tán dương rộng rãi".
Her đã nhận được nhiều giải thưởng và đề cử, chủ yếu là dành cho phần kịch bản của Jonze. Tại Giải Oscar lần thứ 86, bộ phim được đề cử cho 5 hạng mục, có bao gồm giải "Phim hay nhất" và chiến thắng tại hạng mục "Kịch bản xuất sắc nhất". Tại Giải Quả cầu vàng lần thứ 71, bộ phim nhận được 3 đề cử và thắng giải "Kịch bản xuất sắc nhất" cho Jonze. Jonze cũng thắng giải "Kịch bản xuất sắc nhất" từ Writers' Guild of America. Her còn thắng giải "Phim xuất sắc nhất" và "Đạo diễn xuất sắc nhất" tại giải National Board of Review Awards, đồng thời nằm trong danh sách 10 phim xuất sắc nhất năm 2013 của Viện phim Mỹ.

## Các giải thưởng
| Tên giải thưởng                                 | Ngày trao giải       | Hạng mục                                                                                   | Nội dung đề cử                                              | Kết quả   | Chú thích            |
| ----------------------------------------------- | -------------------- | ------------------------------------------------------------------------------------------ | ----------------------------------------------------------- | --------- | -------------------- |
| Giải Oscar                                      | 2 tháng 3 năm 2014   | Phim xuất sắc nhất                                                                         | Megan Ellison, Spike Jonze và Vincent Landay                | Đề cử     | [ 6 ] [ 13 ]         |
| Giải Oscar                                      | 2 tháng 3 năm 2014   | Kịch bản xuất sắc nhất                                                                     | Spike Jonze                                                 | Đoạt giải | [ 6 ] [ 13 ]         |
| Giải Oscar                                      | 2 tháng 3 năm 2014   | Nhạc phim xuất sắc nhất                                                                    | William Butler và Owen Pallett                              | Đề cử     | [ 6 ] [ 13 ]         |
| Giải Oscar                                      | 2 tháng 3 năm 2014   | Ca khúc trong phim hay nhất                                                                | "The Moon Song" Nhạc: Karen O, Lời: Karen O và Spike Jonze  | Đề cử     | [ 6 ] [ 13 ]         |
| Giải Oscar                                      | 2 tháng 3 năm 2014   | Chỉ đạo nghệ thuật xuất sắc nhất                                                           | K. K. Barrett và Gene Serdena                               | Đề cử     | [ 6 ] [ 13 ]         |
| Alliance of Women Film Journalists              | 19 tháng 12 năm 2013 | Phim xuất sắc nhất                                                                         | Her                                                         | Đề cử     | [ 14 ] [ 15 ]        |
| Alliance of Women Film Journalists              | 19 tháng 12 năm 2013 | Nam hoặc Nữ đạo diễn xuất sắc nhất                                                         | Spike Jonze                                                 | Đề cử     | [ 14 ] [ 15 ]        |
| Alliance of Women Film Journalists              | 19 tháng 12 năm 2013 | Kịch bản gốc xuất sắc nhất                                                                 | Spike Jonze                                                 | Đoạt giải | [ 14 ] [ 15 ]        |
| Alliance of Women Film Journalists              | 19 tháng 12 năm 2013 | Nữ diễn viên phụ xuất sắc nhất                                                             | Scarlett Johansson                                          | Đề cử     | [ 14 ] [ 15 ]        |
| Alliance of Women Film Journalists              | 19 tháng 12 năm 2013 | Nam diễn viên chính xuất sắc nhất                                                          | Joaquin Phoenix                                             | Đề cử     | [ 14 ] [ 15 ]        |
| Alliance of Women Film Journalists              | 19 tháng 12 năm 2013 | Nhạc phim xuất sắc nhất                                                                    | Arcade Fire                                                 | Đề cử     | [ 14 ] [ 15 ]        |
| Alliance of Women Film Journalists              | 19 tháng 12 năm 2013 | Giải thưởng khoảnh khắc khó quên                                                           | "Cảnh ân ái qua điện thoại"                                 | Đề cử     | [ 14 ] [ 15 ]        |
| Alliance of Women Film Journalists              | 19 tháng 12 năm 2013 | Giải thưởng gợi tả sự khỏa thân, gợi tình hay quyến rũ                                     | Scarlett Johansson và Joaquin Phoenix                       | Đoạt giải | [ 14 ] [ 15 ]        |
| American Cinema Editors                         | 7 tháng 2 năm 2014   | Phim chính kịch biên tập xuất sắc nhất                                                     | Eric Zumbrunnen và Jeff Buchanan                            | Đề cử     | [ 16 ]               |
| Viện phim Mỹ                                    | 10 tháng 2 năm 2014  | Danh sách 10 bộ phim của năm                                                               | Megan Ellison, Spike Jonze và Vincent Landay                | Đoạt giải | [ 12 ]               |
| Art Directors Guild Awards                      | 8 tháng 2 năm 2014   | Giải thưởng Thiết kế sản xuất phim đương đại xuất sắc nhất                                 | K. K. Barrett                                               | Đoạt giải | [ 17 ]               |
| Austin Film Critics Association                 | 17 tháng 12 năm 2013 | Phim xuất sắc nhất                                                                         | Her                                                         | Đoạt giải | [ 18 ]               |
| Austin Film Critics Association                 | 17 tháng 12 năm 2013 | Kịch bản gốc xuất sắc nhất                                                                 | Spike Jonze                                                 | Đoạt giải | [ 18 ]               |
| Austin Film Critics Association                 | 17 tháng 12 năm 2013 | Nhạc phim xuất sắc nhất                                                                    | Arcade Fire                                                 | Đoạt giải | [ 18 ]               |
| Austin Film Critics Association                 | 17 tháng 12 năm 2013 | Giải thưởng danh dự đặc biệt                                                               | Scarlett Johansson (cho diễn xuất nổi bật của cô trong Her) | Đoạt giải | [ 18 ]               |
| Central Ohio Film Critics Association           | 2 tháng 1 năm 2014   | Kịch bản gốc xuất sắc nhất                                                                 | Spike Jonze                                                 | Đoạt giải | [ 19 ] [ 20 ] [ 21 ] |
| Central Ohio Film Critics Association           | 2 tháng 1 năm 2014   | Nhạc phim xuất sắc nhất                                                                    | Arcade Fire                                                 | Đoạt giải | [ 19 ] [ 20 ] [ 21 ] |
| Central Ohio Film Critics Association           | 2 tháng 1 năm 2014   | Đạo diễn xuất sắc nhất                                                                     | Spike Jonze                                                 | Hạng nhì  | [ 19 ] [ 20 ] [ 21 ] |
| Central Ohio Film Critics Association           | 2 tháng 1 năm 2014   | Kĩ thuật quay phim xuất sắc nhất                                                           | Hoyte Van Hoytema                                           | Hạng nhì  | [ 19 ] [ 20 ] [ 21 ] |
| Central Ohio Film Critics Association           | 2 tháng 1 năm 2014   | Phim xuất sắc nhất                                                                         | Her                                                         | Hạng nhì  | [ 19 ] [ 20 ] [ 21 ] |
| Central Ohio Film Critics Association           | 2 tháng 1 năm 2014   | Nam diễn viên chính xuất sắc nhất                                                          | Joaquin Phoenix                                             | Đề cử     | [ 19 ] [ 20 ] [ 21 ] |
| Central Ohio Film Critics Association           | 2 tháng 1 năm 2014   | Nữ diễn viên phụ xuất sắc nhất                                                             | Scarlett Johansson                                          | Đề cử     | [ 19 ] [ 20 ] [ 21 ] |
| Central Ohio Film Critics Association           | 2 tháng 1 năm 2014   | Diễn viên chính của năm                                                                    | Amy Adams (Her, American Hustle và Man of Steel)            | Đề cử     | [ 19 ] [ 20 ] [ 21 ] |
| Chicago Film Critics Association                | 16 tháng 12 năm 2013 | Phim xuất sắc nhất                                                                         | Her                                                         | Đề cử     | [ 22 ] [ 23 ]        |
| Chicago Film Critics Association                | 16 tháng 12 năm 2013 | Đạo diễn xuất sắc nhất                                                                     | Spike Jonze                                                 | Đề cử     | [ 22 ] [ 23 ]        |
| Chicago Film Critics Association                | 16 tháng 12 năm 2013 | Nữ diễn viên phụ xuất sắc nhất                                                             | Scarlett Johansson                                          | Đề cử     | [ 22 ] [ 23 ]        |
| Chicago Film Critics Association                | 16 tháng 12 năm 2013 | Kịch bản gốc xuất sắc nhất                                                                 | Spike Jonze                                                 | Đoạt giải | [ 22 ] [ 23 ]        |
| Chicago Film Critics Association                | 16 tháng 12 năm 2013 | Kĩ thuật quay phim xuất sắc nhất                                                           | Hoyte van Hoytema                                           | Đề cử     | [ 22 ] [ 23 ]        |
| Chicago Film Critics Association                | 16 tháng 12 năm 2013 | Nhạc phim xuất sắc nhất                                                                    | Arcade Fire                                                 | Đoạt giải | [ 22 ] [ 23 ]        |
| Chicago Film Critics Association                | 16 tháng 12 năm 2013 | Chỉ đạo nghệ thuật/Thiết kế sản xuất xuất sắc nhất                                         | Her                                                         | Đề cử     | [ 22 ] [ 23 ]        |
| Critics' Choice Awards                          | 16 tháng 1 năm 2014  | Phim xuất sắc nhất                                                                         | Her                                                         | Đề cử     | [ 24 ] [ 25 ]        |
| Critics' Choice Awards                          | 16 tháng 1 năm 2014  | Đạo diễn xuất sắc nhất                                                                     | Spike Jonze                                                 | Đề cử     | [ 24 ] [ 25 ]        |
| Critics' Choice Awards                          | 16 tháng 1 năm 2014  | Nữ diễn viên phụ xuất sắc nhất                                                             | Scarlett Johansson                                          | Đề cử     | [ 24 ] [ 25 ]        |
| Critics' Choice Awards                          | 16 tháng 1 năm 2014  | Kịch bản gốc xuất sắc nhất                                                                 | Spike Jonze                                                 | Đoạt giải | [ 24 ] [ 25 ]        |
| Critics' Choice Awards                          | 16 tháng 1 năm 2014  | Chỉ đạo nghệ thuật xuất sắc nhất                                                           | K. K. Barrett và Gene Serdena                               | Đề cử     | [ 24 ] [ 25 ]        |
| Critics' Choice Awards                          | 16 tháng 1 năm 2014  | Nhạc phim xuất sắc nhất                                                                    | Arcade Fire                                                 | Đề cử     | [ 24 ] [ 25 ]        |
| Detroit Film Critics Society                    | 13 tháng 12 năm 2013 | Phim xuất sắc nhất                                                                         | Her                                                         | Đoạt giải | [ 26 ] [ 27 ]        |
| Detroit Film Critics Society                    | 13 tháng 12 năm 2013 | Đạo diễn xuất sắc nhất                                                                     | Spike Jonze                                                 | Đề cử     | [ 26 ] [ 27 ]        |
| Detroit Film Critics Society                    | 13 tháng 12 năm 2013 | Kịch bản xuất sắc nhất                                                                     | Spike Jonze                                                 | Đoạt giải | [ 26 ] [ 27 ]        |
| Detroit Film Critics Society                    | 13 tháng 12 năm 2013 | Nữ diễn viên phụ xuất sắc nhất                                                             | Scarlett Johansson                                          | Đoạt giải | [ 26 ] [ 27 ]        |
| Dorian Awards                                   | 21 tháng 1 năm 2014  | Phim của năm                                                                               | Her                                                         | Đề cử     | [ 28 ]               |
| Georgia Film Critics Association                | 10 tháng 1 năm 2014  | Phim xuất sắc nhất                                                                         | Her                                                         | Đoạt giải | [ 29 ] [ 30 ]        |
| Georgia Film Critics Association                | 10 tháng 1 năm 2014  | Nam diễn viên chính xuất sắc nhất                                                          | Joaquin Phoenix                                             | Đề cử     | [ 29 ] [ 30 ]        |
| Georgia Film Critics Association                | 10 tháng 1 năm 2014  | Kịch bản gốc xuất sắc nhất                                                                 | Spike Jonze                                                 | Đoạt giải | [ 29 ] [ 30 ]        |
| Georgia Film Critics Association                | 10 tháng 1 năm 2014  | Nhạc phim xuất sắc nhất                                                                    | Arcade Fire                                                 | Đoạt giải | [ 29 ] [ 30 ]        |
| Giải Quả cầu vàng                               | 12 tháng 1 năm 2014  | Phim ca nhạc hoặc phim hài hay nhất                                                        | Her                                                         | Đề cử     | [ 31 ] [ 32 ]        |
| Giải Quả cầu vàng                               | 12 tháng 1 năm 2014  | Nam diễn viên chính phim ca nhạc hoặc phim hài xuất sắc nhất                               | Joaquin Phoenix                                             | Đề cử     | [ 31 ] [ 32 ]        |
| Giải Quả cầu vàng                               | 12 tháng 1 năm 2014  | Kịch bản xuất sắc nhất                                                                     | Spike Jonze                                                 | Đoạt giải | [ 31 ] [ 32 ]        |
| Kansas City Film Critics Circle                 | 15 tháng 12 năm 2013 | Kịch bản gốc xuất sắc nhất                                                                 | Spike Jonze                                                 | Đoạt giải | [ 33 ]               |
| Kansas City Film Critics Circle                 | 15 tháng 12 năm 2013 | Giải Vince Koehler Award cho Phim khoa học viễn tưởng, giả tưởng hay kinh dị xuất sắc nhất | Her                                                         | Đoạt giải | [ 33 ]               |
| Location Managers Guild of America              | 29 tháng 3 năm 2014  | Phim có thành tựu nổi bật                                                                  | Rick Schuler và Steve Mapel                                 | Đề cử     | [ 34 ]               |
| London Film Critics Circle Awards               | 2 tháng 2 năm 2014   | Phim của năm                                                                               | Her                                                         | Đề cử     | [ 35 ]               |
| London Film Critics Circle Awards               | 2 tháng 2 năm 2014   | Biên kịch của năm                                                                          | Spike Jonze                                                 | Đề cử     | [ 35 ]               |
| Los Angeles Film Critics Association            | 8 tháng 12 năm 2013  | Phim xuất sắc nhất                                                                         | Her (đồng hạng cùng Gravity)                                | Đồng hạng | [ 36 ]               |
| Los Angeles Film Critics Association            | 8 tháng 12 năm 2013  | Đạo diễn xuất sắc nhất                                                                     | Spike Jonze                                                 | Hạng nhì  | [ 36 ]               |
| Los Angeles Film Critics Association            | 8 tháng 12 năm 2013  | Kịch bản xuất sắc nhất                                                                     | Spike Jonze                                                 | Hạng nhì  | [ 36 ]               |
| Los Angeles Film Critics Association            | 8 tháng 12 năm 2013  | Thiết kế sản xuất xuất sắc nhất                                                            | K. K. Barrett                                               | Đoạt giải | [ 36 ]               |
| Los Angeles Film Critics Association            | 8 tháng 12 năm 2013  | Nhạc phim xuất sắc nhất                                                                    | Arcade Fire và Owen Pallett                                 | Hạng nhì  | [ 36 ]               |
| Motion Picture Sound Editors Golden Reel Awards | 16 tháng 12 năm 2014 | Biên tập âm thanh xuất sắc nhất                                                            | Ren Klyce                                                   | Đề cử     | [ 37 ] [ 38 ]        |
| National Board of Review                        | 4 tháng 12 năm 2013  | Phim xuất sắc nhất                                                                         | Her                                                         | Đoạt giải | [ 11 ]               |
| National Board of Review                        | 4 tháng 12 năm 2013  | Đạo diễn xuất sắc nhất                                                                     | Spike Jonze                                                 | Đoạt giải | [ 11 ]               |
| Online Film Critics Society                     | 16 tháng 12 năm 2013 | Phim xuất sắc nhất                                                                         | Her                                                         | Đề cử     | [ 39 ] [ 40 ]        |
| Online Film Critics Society                     | 16 tháng 12 năm 2013 | Đạo diễn xuất sắc nhất                                                                     | Spike Jonze                                                 | Đề cử     | [ 39 ] [ 40 ]        |
| Online Film Critics Society                     | 16 tháng 12 năm 2013 | Kịch bản gốc xuất sắc nhất                                                                 | Spike Jonze                                                 | Đoạt giải | [ 39 ] [ 40 ]        |
| Online Film Critics Society                     | 16 tháng 12 năm 2013 | Nam diễn viên chính xuất sắc nhất                                                          | Joaquin Phoenix                                             | Đề cử     | [ 39 ] [ 40 ]        |
| Online Film Critics Society                     | 16 tháng 12 năm 2013 | Nữ diễn viên phụ xuất sắc nhất                                                             | Scarlett Johansson                                          | Đề cử     | [ 39 ] [ 40 ]        |
| Online Film Critics Society                     | 16 tháng 12 năm 2013 | Biên tập xuất sắc nhất                                                                     | Eric Zumbrunnen và Jeff Buchanan                            | Đề cử     | [ 39 ] [ 40 ]        |
| Producers Guild of America Awards               | 19 tháng 1 năm 2014  | Phim chính kịch xuất sắc nhất                                                              | Megan Ellison, Spike Jonze và Vincent Landay                | Đề cử     | [ 41 ]               |
| Rome Film Festival                              | 16 tháng 11 năm 2013 | Phim xuất sắc nhất                                                                         | Spike Jonze                                                 | Đề cử     | [ 42 ] [ 43 ]        |
| Rome Film Festival                              | 16 tháng 11 năm 2013 | Nữ diễn viên xuất sắc nhất                                                                 | Scarlett Johansson                                          | Đoạt giải | [ 42 ] [ 43 ]        |
| San Diego Film Critics Society                  | 11 tháng 12 năm 2013 | Phim xuất sắc nhất                                                                         | Her                                                         | Đoạt giải | [ 44 ] [ 45 ]        |
| San Diego Film Critics Society                  | 11 tháng 12 năm 2013 | Đạo diễn xuất sắc nhất                                                                     | Spike Jonze                                                 | Đề cử     | [ 44 ] [ 45 ]        |
| San Diego Film Critics Society                  | 11 tháng 12 năm 2013 | Nam diễn viên chính xuất sắc nhất                                                          | Joaquin Phoenix                                             | Đề cử     | [ 44 ] [ 45 ]        |
| San Diego Film Critics Society                  | 11 tháng 12 năm 2013 | Kịch bản xuất sắc nhất                                                                     | Spike Jonze                                                 | Đoạt giải | [ 44 ] [ 45 ]        |
| San Diego Film Critics Society                  | 11 tháng 12 năm 2013 | Biên tập phim xuất sắc nhất                                                                | Eric Zumbrunnen và Jeff Buchanan                            | Đề cử     | [ 44 ] [ 45 ]        |
| San Diego Film Critics Society                  | 11 tháng 12 năm 2013 | Thiết kế sản xuất xuất sắc nhất                                                            | K. K. Barrett                                               | Đề cử     | [ 44 ] [ 45 ]        |
| San Diego Film Critics Society                  | 11 tháng 12 năm 2013 | Nhạc phim xuất sắc nhất                                                                    | Arcade Fire                                                 | Đoạt giải | [ 44 ] [ 45 ]        |
| San Francisco Film Critics Circle               | 15 tháng 12 năm 2013 | Đạo diễn xuất sắc nhất                                                                     | Spike Jonze                                                 | Đề cử     | [ 46 ]               |
| San Francisco Film Critics Circle               | 15 tháng 12 năm 2013 | Kịch bản gốc xuất sắc nhất                                                                 | Spike Jonze                                                 | Đề cử     | [ 46 ]               |
| San Francisco Film Critics Circle               | 15 tháng 12 năm 2013 | Kĩ thuật quay phim xuất sắc nhất                                                           | Hoyte van Hoytema                                           | Đề cử     | [ 46 ]               |
| San Francisco Film Critics Circle               | 15 tháng 12 năm 2013 | Thiết kết sản xuất xuất sắc nhất                                                           | K. K. Barrett                                               | Đề cử     | [ 46 ]               |
| Satellite Awards                                | 23 tháng 2 năm 2014  | Kịch bản gốc xuất sắc nhất                                                                 | Spike Jonze                                                 | Đề cử     | [ 47 ]               |
| Satellite Awards                                | 23 tháng 2 năm 2014  | Nhạc phim xuất sắc nhất                                                                    | Arcade Fire                                                 | Đề cử     | [ 47 ]               |
| Giải Sao Thổ                                    | 18 tháng 6 năm 2014  | Phim giả tưởng xuất sắc nhất                                                               | Her                                                         | Đoạt giải | [ 48 ] [ 49 ]        |
| Giải Sao Thổ                                    | 18 tháng 6 năm 2014  | Nam diễn viên chính xuất sắc nhất                                                          | Joaquin Phoenix                                             | Đề cử     | [ 48 ] [ 49 ]        |
| Giải Sao Thổ                                    | 18 tháng 6 năm 2014  | Nữ diễn viên phụ xuất sắc nhất                                                             | Scarlett Johansson                                          | Đoạt giải | [ 48 ] [ 49 ]        |
| Giải Sao Thổ                                    | 18 tháng 6 năm 2014  | Kịch bản hay nhất                                                                          | Spike Jonze                                                 | Đoạt giải | [ 48 ] [ 49 ]        |
| St. Louis Gateway Film Critics Association      | 16 tháng 12 năm 2013 | Phim xuất sắc nhất                                                                         | Her                                                         | Đề cử     | [ 50 ] [ 51 ]        |
| St. Louis Gateway Film Critics Association      | 16 tháng 12 năm 2013 | Đạo diễn xuất sắc nhất                                                                     | Spike Jonze                                                 | Đề cử     | [ 50 ] [ 51 ]        |
| St. Louis Gateway Film Critics Association      | 16 tháng 12 năm 2013 | Kịch bản gốc xuất sắc nhất                                                                 | Spike Jonze                                                 | Đoạt giải | [ 50 ] [ 51 ]        |
| St. Louis Gateway Film Critics Association      | 16 tháng 12 năm 2013 | Nữ diễn viên phụ xuất sắc nhất                                                             | Scarlett Johansson                                          | Đề cử     | [ 50 ] [ 51 ]        |
| St. Louis Gateway Film Critics Association      | 16 tháng 12 năm 2013 | Nhạc phim xuất sắc nhất                                                                    | Arcade Fire                                                 | Đoạt giải | [ 50 ] [ 51 ]        |
| St. Louis Gateway Film Critics Association      | 16 tháng 12 năm 2013 | Chỉ đạo nghệ thuật xuất sắc nhất                                                           | Austin Gorg                                                 | Hạng nhì  | [ 50 ] [ 51 ]        |
| St. Louis Gateway Film Critics Association      | 16 tháng 12 năm 2013 | Cảnh phim xuất sắc nhất                                                                    | "Cảnh ân ái qua điện thoại"                                 | Đề cử     | [ 50 ] [ 51 ]        |
| Washington D.C. Area Film Critics Association   | 9 tháng 12 năm 2013  | Phim                                                                                       | Her                                                         | Đề cử     | [ 52 ] [ 53 ]        |
| Washington D.C. Area Film Critics Association   | 9 tháng 12 năm 2013  | Đạo diễn xuất sắc nhất                                                                     | Spike Jonze                                                 | Đề cử     | [ 52 ] [ 53 ]        |
| Washington D.C. Area Film Critics Association   | 9 tháng 12 năm 2013  | Kịch bản gốc xuất sắc nhất                                                                 | Spike Jonze                                                 | Đoạt giải | [ 52 ] [ 53 ]        |
| Washington D.C. Area Film Critics Association   | 9 tháng 12 năm 2013  | Nam diễn viên chính xuất sắc nhất                                                          | Joaquin Phoenix                                             | Đề cử     | [ 52 ] [ 53 ]        |
| Washington D.C. Area Film Critics Association   | 9 tháng 12 năm 2013  | Nữ diễn viên phụ xuất sắc nhất                                                             | Scarlett Johansson                                          | Đề cử     | [ 52 ] [ 53 ]        |
| Washington D.C. Area Film Critics Association   | 9 tháng 12 năm 2013  | Chỉ đạo nghệ thuật xuất sắc nhất                                                           | K. K. Barrett và Gene Serdena                               | Đề cử     | [ 52 ] [ 53 ]        |
| Washington D.C. Area Film Critics Association   | 9 tháng 12 năm 2013  | Kĩ thuật quay phim xuất sắc nhất                                                           | Hoyte van Hoytema                                           | Đề cử     | [ 52 ] [ 53 ]        |
| Washington D.C. Area Film Critics Association   | 9 tháng 12 năm 2013  | Biên tập xuất sắc nhất                                                                     | Eric Zumbrunnen và Jeff Buchanan                            | Đề cử     | [ 52 ] [ 53 ]        |
| Washington D.C. Area Film Critics Association   | 9 tháng 12 năm 2013  | Nhạc phim xuất sắc nhất                                                                    | Arcade Fire                                                 | Đề cử     | [ 52 ] [ 53 ]        |
| Writers Guild of America Awards                 | 1 tháng 2 năm 2014   | Kịch bản gốc xuất sắc nhất                                                                 | Spike Jonze                                                 | Đoạt giải | [ 10 ]               |
| Young Artist Awards                             | 4 tháng 5 năm 2014   | Nữ diễn viên phụ xuất sắc nhất                                                             | Grace Prewitt                                               | Đề cử     | [ 54 ]               |